# Karl Madsen
Carl Johan Wilhelm Madsen, cunoscut sub numele de Karl Madsen, (n. 22 martie 1855, Copenhaga, Danemarca – d. 16 aprilie 1938, Copenhaga, Danemarca) a fost un pictor și istoric de artă danez care a avut legături strânse cu pictorii din Skagen.

## Tinerețe și educație
Născut la Copenhaga la 22 martie 1855, Madsen a fost fiul pictorilor Andreas Peter Madsen și Sophie Thorsøe Madsen. Și-a terminat studiile la Academia Sorø înainte de a urma cursurile școalii de artă a lui C.V. Nielsen în 1871. Între 1872 și 1876, a studiat la Academia Regală Daneză de Arte Frumoase. A fost elev al lui Vilhelm Kyhn⁠(d) și al lui Jean-Léon Gérôme la Académie des Beaux-Arts⁠(d) din Paris (1876–1879).

## Carieră

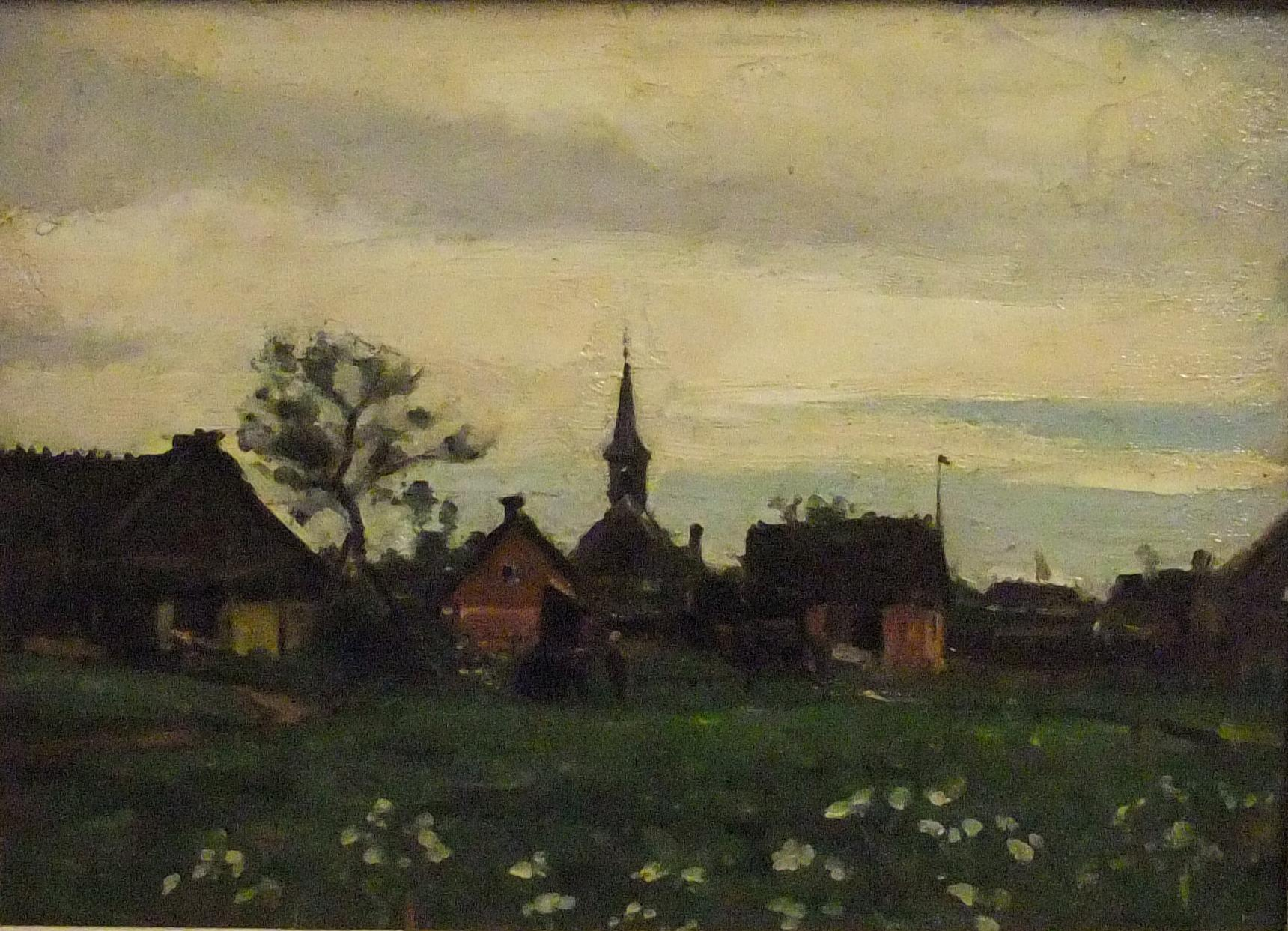
Schiță a localității Hornbæk cu biserica (1885)

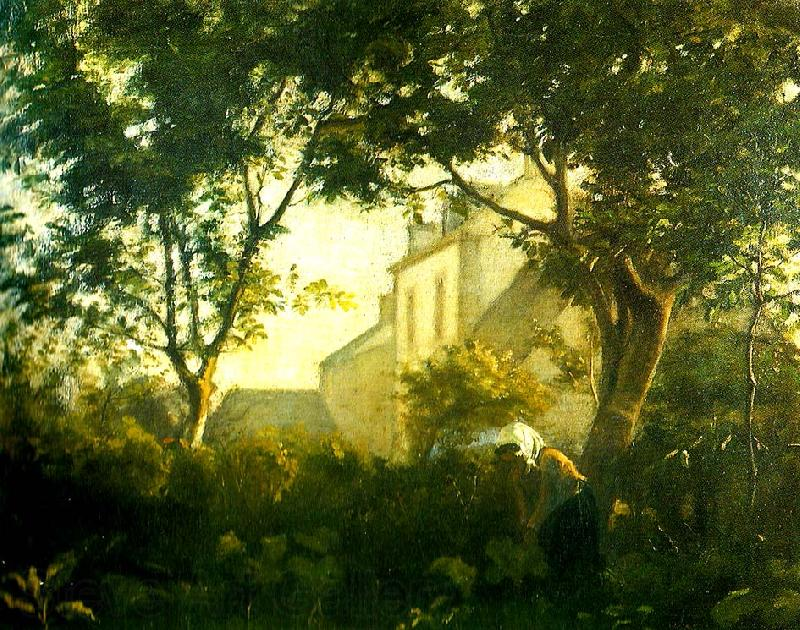
La ville hue ved Saint Briac i Bretagne (1878)

Madsen a fost foarte influențat la începutul anilor 1860 de noul început radical al culturii daneze, condusă de Georg Brandes, ale cărui prelegeri la Universitatea din Copenhaga le-a urmat, și Holger Drachmann, care și-a publicat opiniile puternice despre arta daneză și despre condițiile dezamăgitoare la Academia de Artă. În 1871, Drachmann s-a dus la Skagen, un sat de pescari din punctul cel mai nordic al Iutlandei, pentru a picta scene în aer liber și pescarii locali. Aproape simultan, Madsen a ajuns și la Skagen.
În primul său an la Academia de Artă, l-a întâlnit pe Michael Ancher, pe care l-a convins să i se alăture la Skagen în iulie 1874. Acolo i-a dat lecții de pictură Annei Brøndum, mai târziu Anna Ancher. Opera sa de artă din 1873–1874 și din 1879 până în 1880 arată că el a fost una dintre figurile cheie printre pictorii Skagen. Portretele sale aveau o vitalitate comparabilă cu cele ale lui Michael și Anna Ancher și Christian Krohg, dar îi lipsea virtuozitatea și simțul culorii de care se bucurau Peder Severin Krøyer, Viggo Johansen și pictorii suedezi și norvegieni. Lucrările sale cele mai interesante sunt poate cele din ultimul său an la Paris, unde a intrat sub influența școlii de la Barbizon și, eventual, a lui Édouard Manet, deși încă tind să fie destul de întunecate și plictisitoare în comparație cu lucrările mai strălucitoare ale impresioniștilor care au fost influențați de tinerii Naturalisti.
Decalajul dintre Madsen și tendințele vremii, precum și propriile sale probleme economice au stat probabil la baza deciziei sale de a deveni scriitor profesionist. La recomandarea lui Drachmann, a devenit critic de artă la Dagavisen în 1881. În calitate de colaborator frecvent la Politiken⁠(d) și alte publicații periodice, inclusiv Tilskueren⁠(d), a devenit unul dintre cei mai influenți comentatori și critici de artă din Danemarca. A fost un susținător al artei neerlandeze și a scris Japansk Malerkunst (1885), o carte de pionierat despre arta Japoniei.
În calitate de expert în muzee, Madsen a devenit recunoscut ca o autoritate în domeniul artei neerlandeze și a dus la o reevaluare a artei daneze în prima jumătate a secolului al XIX-lea, în special prin biografia lui Johan Lundbye⁠(d) în 1895. A fost director al Muzeului Statens pentru Kunst din 1911 până în 1925 și director al Muzeului Skagens din 1928 până în 1938.
Madsen a primit un doctorat onorific la Universitatea din Lund și a devenit Cavaler al Ordinului Dannebrog în 1909 și comandant clasa a II-a în 1925.

## Viața personală

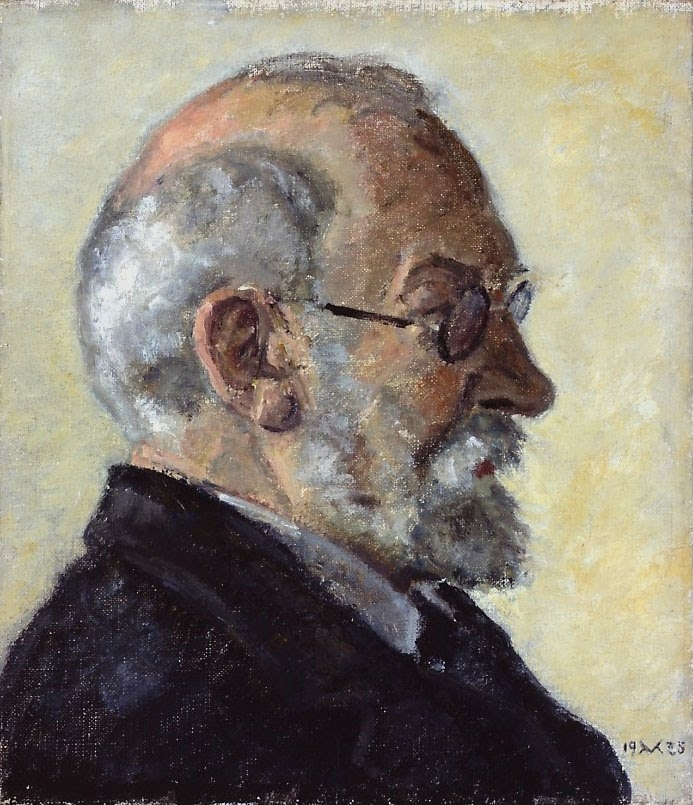
Karl Madsen de Viggo Madsen (1900)

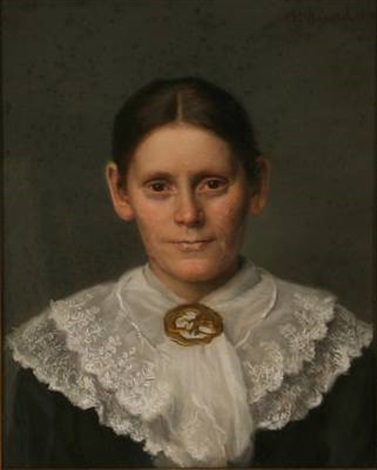
A doua soție a lui Madsen, Thora Juliane Madsen, pictată de Elisabeth Wandel în 1890

Madsen s-a căsătorit de două ori. S-a căsătorit cu prima sa soție, Johanne Henriette Møller, la 3 iunie 1880, dar aceasta a murit la 9 martie anul următor, în timpul nașterii primului lor copil. S-a căsătorit apoi cu Thora Juliane Nielsen (5 august 1858 – 9 decembrie 1929) la 4 iulie 1883. Au avut patru copii, doi băieți și două fiice.
Fiul lui Madsen din prima căsătorie, Henry Sofus Madsen (1881–1921) a fost egiptolog, jurnalist și editor. Un alt fiu, Svend Viggo Madsen (1885–1954) a fost și el pictor. Fiica sa cea mare, Sofie Madsen (1887–1965) s-a căsătorit cu pictorul Arne Lofthus⁠(d) Madsen a murit la 16 aprilie 1938 și a fost înmormântat în cimitirul Assistens.